# Wachturm Möhlin-Fahrgraben

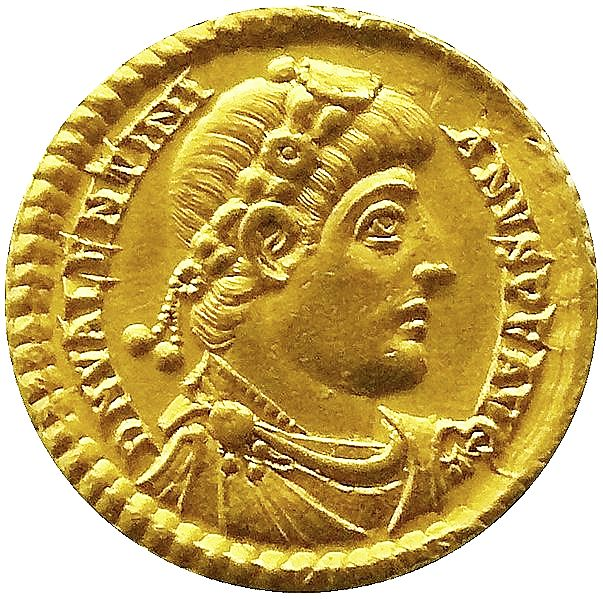
Solidus Valentinians I.

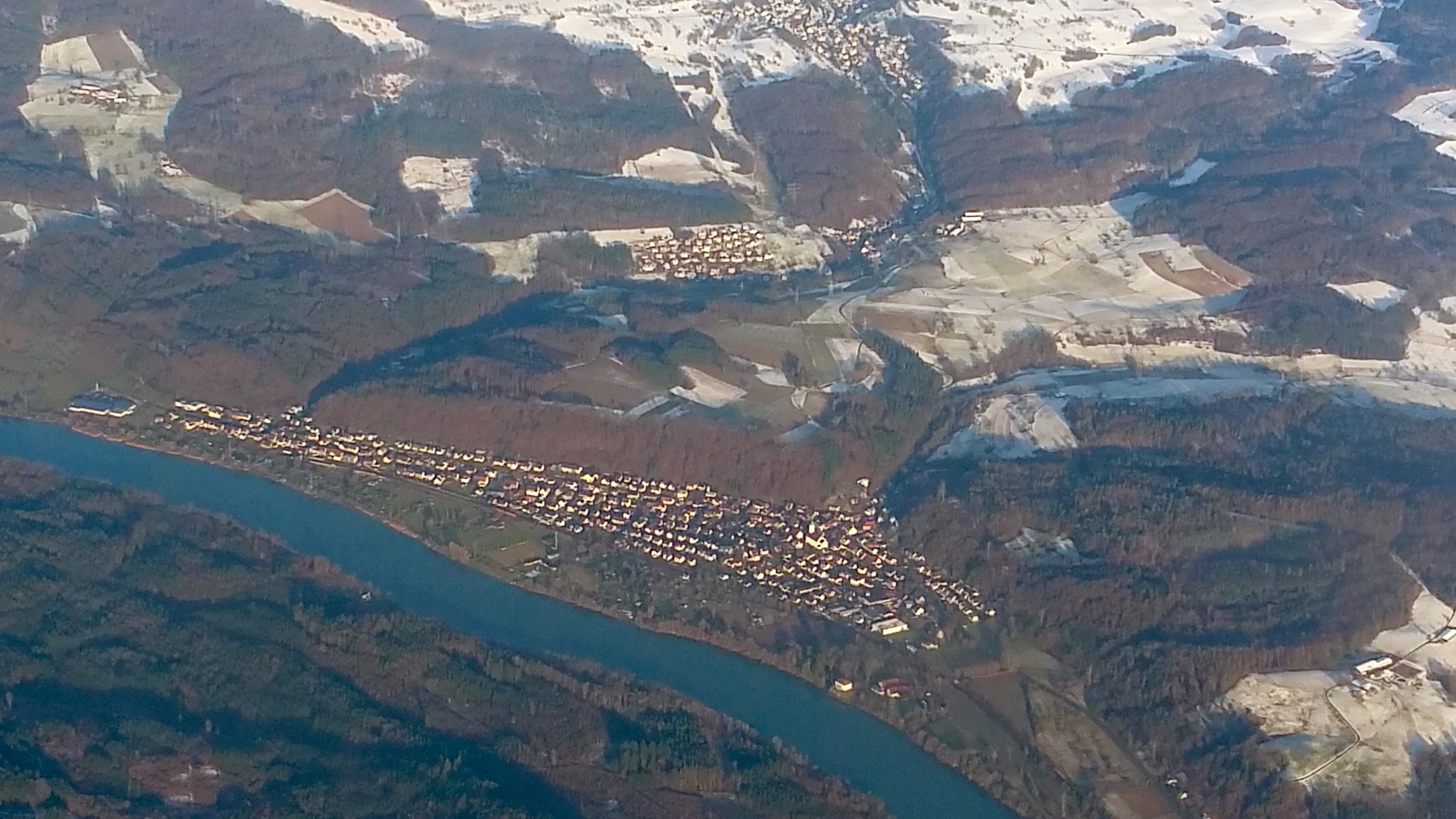
Der Rhein bei Schwörstadt

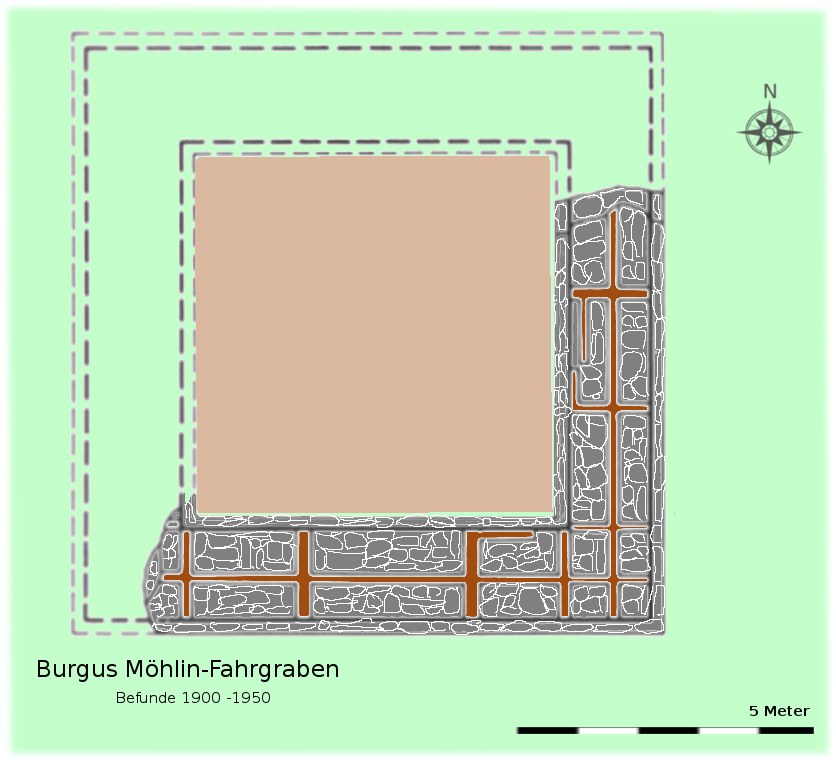
Befundskizze 1900–1950

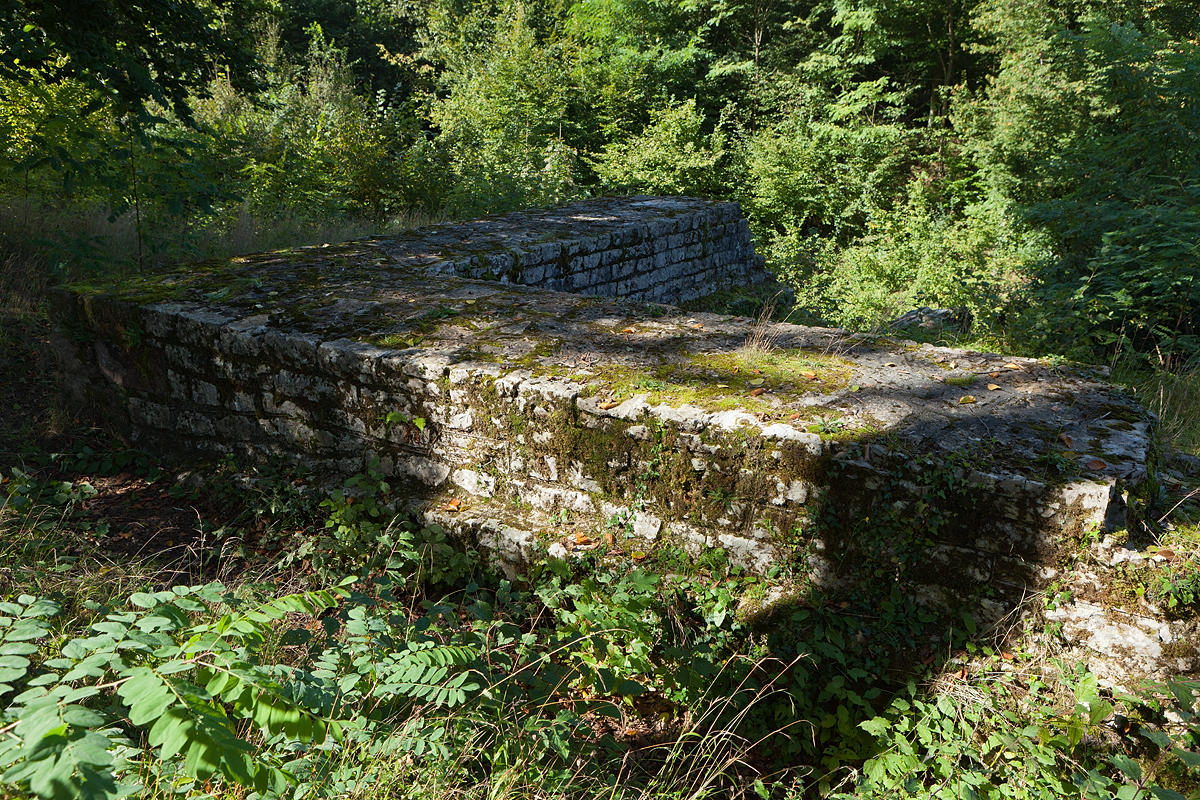
Mauerreste des Burgus, Zustand 2012

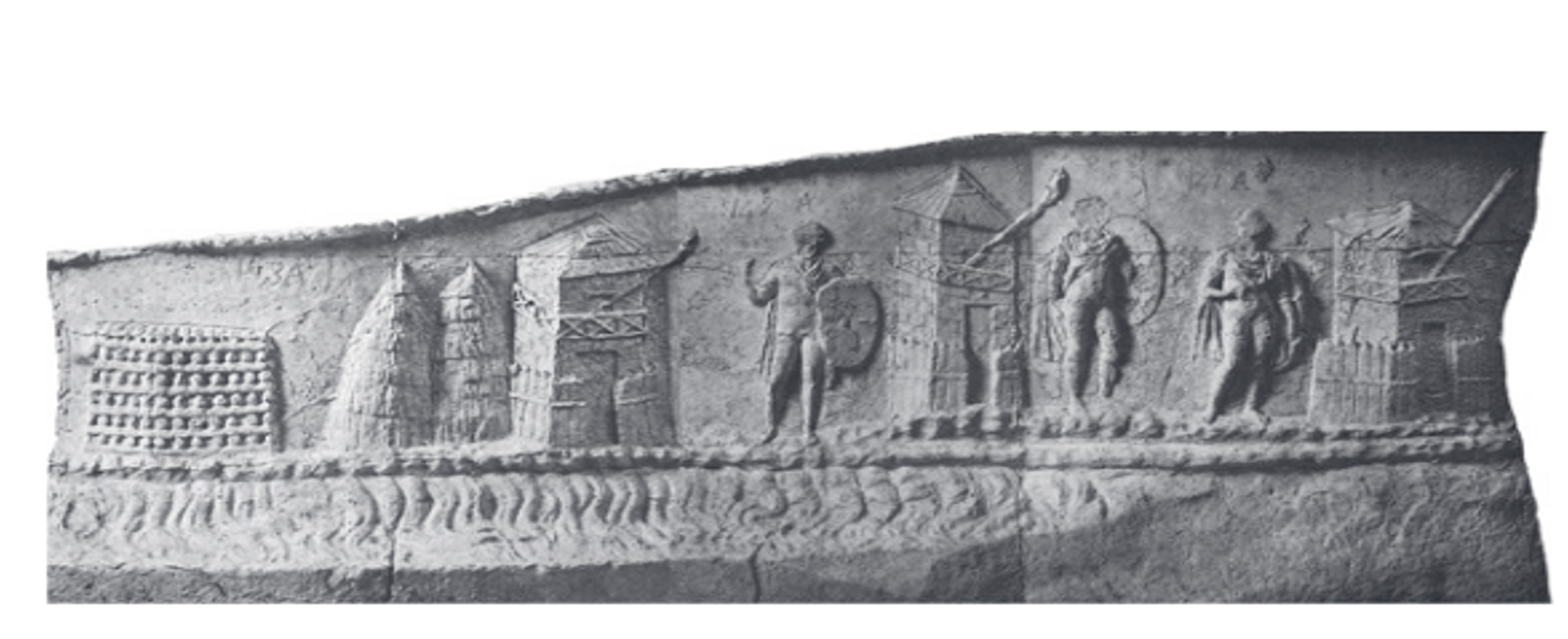
Abbildungen von Wachtürmen an der Trajanssäule, daneben Heu- und Strohschober als Futtervorräte für Pferde und ein Holzstapel zur Signalübermittlung

Der Wachturm von Möhlin-Fahrgraben war Bestandteil des römischen Donau-Iller-Rhein-Limes und befindet sich auf dem Gebiet der Gemeinde Möhlin im Kanton Aargau in der Schweiz.
Die spätantiken Wachtürme am Hochrhein zählen zu den bedeutendsten römischen Hinterlassenschaften auf dem Staatsgebiet der heutigen Schweiz. Sie wurden im 3. und 4. Jahrhundert errichtet und waren Teil einer Überwachungs- und Alarmkette, die das südliche Rheinufer gegen Invasoren aus dem freien Germanien sichern sollte. Im Kanton Aargau konnten bislang rund 30 Wachtürme und andere militärische Anlagen aus römischer Zeit identifiziert werden, die zur Festungslinie des Rheinlimes zählten.

## Lage
Der Wachturm stand auf einer fast senkrecht zum Rhein abfallenden Niederschotterterrasse. Einer rampenartigen, durch Erosion entstandenen und zum Strom hin abfallenden Runse, an der Böschung des sogenannten Fahrgrabens, direkt an seiner Einmündung in den Rhein. Dieser Standort bot eine gute Sicht auf den Strom und das rechtsrheinische Ufer. Vor dem Bau des Flusskaftwerks Ryburg-Schwörstadt (zwischen 1927 und 1931) befand sich dort eine Anlegestelle für kleinere Schiffe und Fähren, nach der der Fahrgraben auch seinen Namen trägt. In der Nähe des Wachturms von Möhlin-Fahrgraben wurden noch weitere solcher spätrömischen Türme entdeckt. Der Turm bei den Unteren Wehren liegt etwa 1,5 km entfernt flussaufwärts. 3 km flussabwärts befindet sich das Bürkli, auf dem wahrscheinlich auch ein weiteres, derartiges Exemplar stand. Andere dieser Türme standen weiter westlich bei Heimenholz (heute nicht mehr sichtbar) und Pfärichgraben. Der Abschnitt der Rheingrenze bei Möhlin gehörte in der Spätantike zur Provinz Maxima Sequanorum.

## Forschungsgeschichte
Die Reste des Wachturms erregten im 19. Jahrhundert die Aufmerksamkeit von Ferdinand Keller (1800–1881), der sie folgendermassen beschrieb: «… Niederschwörstadt gegenüber sind in einer kleinen Schlucht im Gebüsche versteckt kleine Reste eines Thurmes vorhanden.» Eine erste Grabung wurde um 1900 vom Pfarrer Samuel Burkart initiiert. 1918 untersuchte Karl Stehlin die Ruine. Stehlin beschränkte sich nicht nur auf die Dokumentation und Beschreibung der Bausubstanz, sondern legte auch einen 14 Meter langen Sondiergraben an. Es fanden sich dabei allerdings keine Hinweise auf die Existenz eines Walls bzw. eines umlaufenden Grabens. Konservierungsarbeiten wurden erst im Jahr 1950 auf Initiative der Fricktalisch-Badischen Vereinigung für Heimatkunde durchgeführt. Diese umfassten Rodungs- und Reinigungsmassnahmen inklusive Auskratzen der Mauerfugen und Ausbesserung von Schadstellen auf der Mauerkrone. Mit Eternitplatten wurde die Trennung zwischen antikem und restauriertem Mauerwerk gekennzeichnet. Im Jahr 1972 wurden weitere kleinere Sanierungsarbeiten vorgenommen.
Im Rahmen des Projektes «Erforschung, Sanierung und mise en valeur der spätantiken Wachtürme im Kanton Aargau» wurden 2014 römische Mauerreste bei Möhlin (AG) gereinigt, dokumentiert und analysiert. In diesem Jahr entfernten Studenten der Universität Basel (Leitung: L. Barbieri, D. Reber) neuerlich die Vegetation vom Mauerwerk, reinigten es und setzten es teilweise wieder in Stand. Der kleinere Teil der beiden in der Böschung zum Fahrgraben liegenden Konglomerate des Fundaments der Westmauer konnte aus konservatorischen Gründen nur partiell ausgegraben werden. Als Begleitmassnahme wurde eine Freilegung der untersten Steinlagen des Aufgehenden bzw. des obersten Teils des Fundamentes vorgenommen und Begehungen in der näheren Umgebung der Befestigungsanlage durchgeführt. Zusätzlich wurden die bautechnischen Details dokumentiert, ein 3D-Scan der Ruine erstellt, fotogrammetrisch entzerrte Orthofotos angefertigt und 2015 eine Informationstafel aufgestellt. Im Rahmen dieser Untersuchung kamen keine aussagekräftigen bzw. datierbaren Funde ans Tageslicht. Unter den früheren Funden befanden sich Bruchstücke einer Olivenölamphore (Typ Dressel 23, Herkunft Südspanien) und eine Reibschüssel aus dem späten 3. Jahrhundert n. Chr. Wichtig war bei den Sanierungsarbeiten am Turm von Möhlin-Fahrgraben, im Vergleich mit zwei anderen spätantiken Türmen im Kanton Aargau, die Erkenntnis, dass die unter Valentinian I. errichteten Türme zwar viele Gemeinsamkeiten aufweisen, aber in Bezug auf ihre Konstruktion doch einen sehr individuellen Charakter haben, wie z. B. in Bezug auf die Grösse oder das Vorhandensein von Holzarmierungen im Fundamentbereich.

## Entwicklung
Mit dem Abzug der Armee vom Obergermanisch-Raetischen Limes zogen die Römer um 260 n. Chr. die Reichsgrenze im Norden wieder auf die Flüsse Rhein (Rhenus), Donau (Danuvius) und Iller (Hilaria) zurück. Nach der Errichtung von ersten Befestigungsanlagen im späten 3. und in der ersten Hälfte des 4. Jahrhunderts liess Kaiser Valentinian I., wohl von 369 bis 374, zwischen Basel (Basileum) bis an den Bodensee (Lacus Brigantiae) zur Verstärkung des Limes (ripa) weitere 50 Wachtürme  (turres) und Kastelle (castra) errichten. Sie standen in Sichtverbindung zueinander und dienten zur Überwachung des Verkehrs auf dem Rhein und im Alarmfall zur Signalweitergabe an die in den Rheinkastellen stationierten Truppen (Riparenses). Diese standen in diesem Abschnitt unter dem Befehl des Dux provinciae Sequanicae. Im Winter 401/402 n. Chr. mussten die meisten Einheiten wieder von der Rheingrenze abgezogen werden, um Italien, das Kernland Westroms, gegen die Visigoten unter Alarich verteidigen zu können. Die Rheintürme wurden danach nicht wieder besetzt und dem Verfall preisgegeben. Das Turmareal befindet sich heute im Besitz der Ortsbürgergemeinde Möhlin, die 2013 ihr 100-jähriges Bestehen feierte. Aus diesem Anlass gewährte der Gemeinderat einen Kredit für die Sanierung der spätrömischen Befestigung. 2018 plante man auf der Ruine des römischen Wachturms, die auf der Route des erweiterten Rheinuferrundwegs liegt, eine Aussichtsplattform zu errichten. 2019 sollen die Arbeiten beginnen, sodass diese bis spätestens 2020 abgeschlossen sind.

## Wachturm
Es handelte sich hierbei um einen in Steinbauweise errichteten Turm oder Burgus mit quadratischen Grundriss. Die stromseitigen Mauern und am Fahrgrabenarm wurden im Laufe der Zeit vom Rhein unterspült und vollständig zerstört. Die noch erhaltenen Reste der Ostmauer (7,2 Meter) und der Südmauer (7,7 Meter) sowie die Lage der in den Fahrgraben abgestürzten Teile der Westmauer lassen annehmen, dass er ursprünglich etwa 9,5 × 9,5 Meter (aussen) bzw. 5,9 × 5,9 Meter (innen) mass. Das Fundament war etwa 1,8 Meter breit, im Aufgehenden rund 1,5 Meter. Die Mauerreste vermitteln einen guten Einblick in die Konstruktionsweise von spätantiken Wachtürmen. Die Untersuchung des Aufgehenden zeigte, dass nur die beiden untersten Lagen der Mauerschalen römisch sind. Es handelt sich hierbei um Handquader aus Muschelkalkstein. In der südlichen und östlichen Mauer befinden sich runde Hohlräume, in ihnen steckten einst, dreilagig, Holzstämme, die heute komplett verschwunden sind. Die unterste Lage verlief parallel zu den Mauerfluchten. Die mittlere Lage bestand aus rechtwinklig verlegten Hölzern, auf denen die der obersten Lage ruhten. Durch den Einbau solcher Holzarmierungen konnte an Steinen und Mörtel gespart werden, zudem trocknete letzterer schneller aus. Im Zuge des valentinianischen Bauprogramms ab 369 n. Chr. 
wurde auf die Langlebigkeit der burgi geachtet. Um ein entsprechend stabiles Fundament zu schaffen, wurde entweder ein solcher Balkenrost verwendet oder aber ein eng angelegtes Netzwerk an hölzernen Pfählen. An der Abbruchkante der Südmauer sind im antiken opus caementitium noch die Negative der mittleren und obersten Holzlage zu erkennen. Eine Fuge im antiken Gussmauerwerk deutet weiters darauf hin, dass zwischen dem Guss des unteren und oberen Teils des Fundaments einige Zeit verstrichen ist. Die grau eingefärbten Mauerpartien kennzeichnen die moderne Unterfangungsmauer Das im Historischen Museum Basel ausgestellte Rekonstruktionsmodell des spätantiken Kastells von Kleinbasel (munimentum robur) zeigt eine solche Armierung mit Rundhölzern. Sie sind für valentinianische Befestigungen typisch. Das Gussmauerwerk (opus caementicium) war fast zur Gänze mit weissem, sehr hartem Kalkmörtel verbunden, der mit Steinabschlägen und Ziegelsplittern sowie kleinen Holzspänen vermengt war. Diese organischen Materialien bildeten kleine Feuchtigkeitsspeicher, die ein zu rasches Austrocknen des Mörtels und die damit verbundene Rissbildung verhinderten. Es war in der Regel ein sehr harter Kalkmörtel, der nur leicht und oberflächlich verwitterte. Er war zudem lagig aufgebaut und enthielt rundliche Luftporen; der Anteil des Bindemittels beträgt ca. 30 bis 40 %. Das Bindemittel bzw. die Mörtelmatrix besteht aus weissem, homogenem, kreidigem und dichtem mikritischem Kalk. Als Zuschlag dienten Bausteinsplitter (Muschelkalk der Trias) sowie gesiebter Rhein- bzw. Niederterrassen-schotter, der in grobsandigen bis feinkiesigen Fraktionen, das heisst in einer Grösse von bis zu 2 cm, vertreten ist. In kleinem Umfang findet sich darin auch grobkörniger Schotter, das heisst bis zu 6 cm dicke bzw. hohe und 10 cm lange  Kieselsteine. Diese wurden als «Abstand-halter» beigemengt; sie verhinderten, dass der noch nicht abgebundene Kalkmörtel durch den Druck der darüber liegenden Steinlage aus den Fugen gepresst wurde. Wie der Oberbau des Turmes beschaffen war, ist unbekannt. Vielleicht ähnelte er dem Anfang der 1970er Jahre rekonstruierten Wachturm Wp 3/15 nahe dem Kastell Zugmantel. Auf der Trajanssäule in Rom (erbaut 113) sind die Wachtürme (turres) an der unteren Donau abgebildet. Neben ihnen stehen Heu- oder Strohschober, vielleicht dienten sie zur Versorgung der Pferde und Packtiere. Ein Holzstoss wurde anscheinend für die Feuersignale verwendet. An jedem Turm ist auch eine Fackel angebracht, die wohl ebenfalls zur Nachrichtenübermittlung diente. So oder ähnlich könnten auch die spätrömischen Wachtürme an der Rheingrenze ausgesehen haben.